# Aceite de pepitas de uva

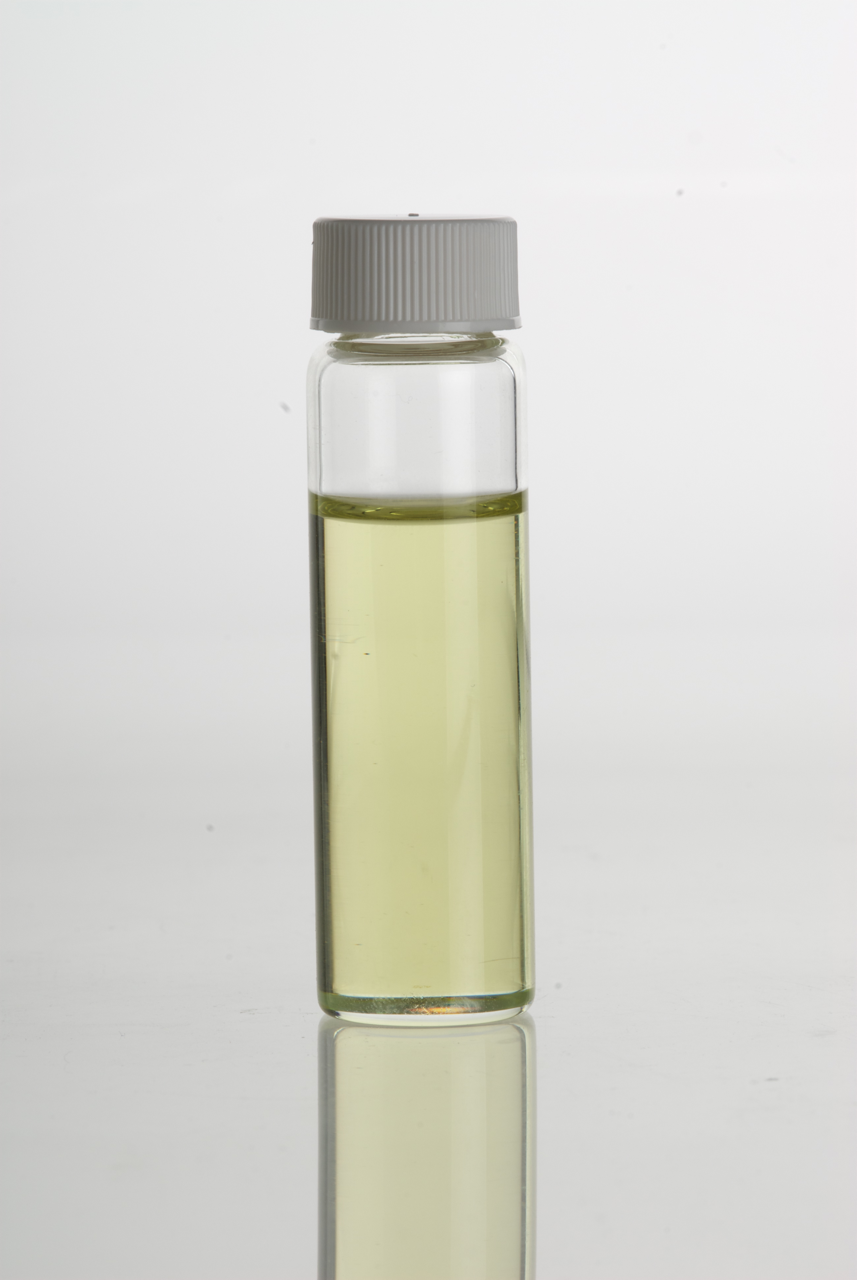
Un vial de vidrio transparente que contiene el aceite.

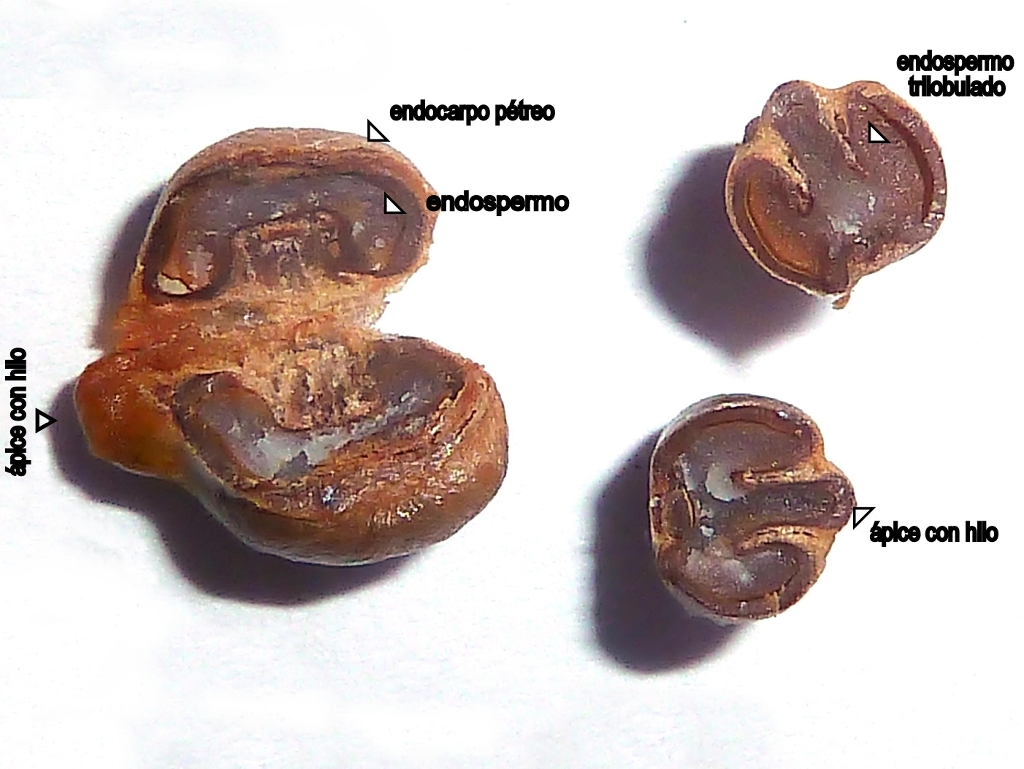
Anatomía interna de una semilla de uva, con el endosperma que es la fuente del aceite de pepitas de uva.

El aceite de pepitas de uva o de semillas de uva es un aceite vegetal procedente de las pepitas (semillas) del fruto de la vid (Vitis vinifera), la uva. El proceso de extracción del aceite puede hacerse por dos métodos: uno es químico y el otro es mediante el prensado en frío de las pepitas. Su apariencia es la de un aceite de color dorado pálido y delicado.

## Uso

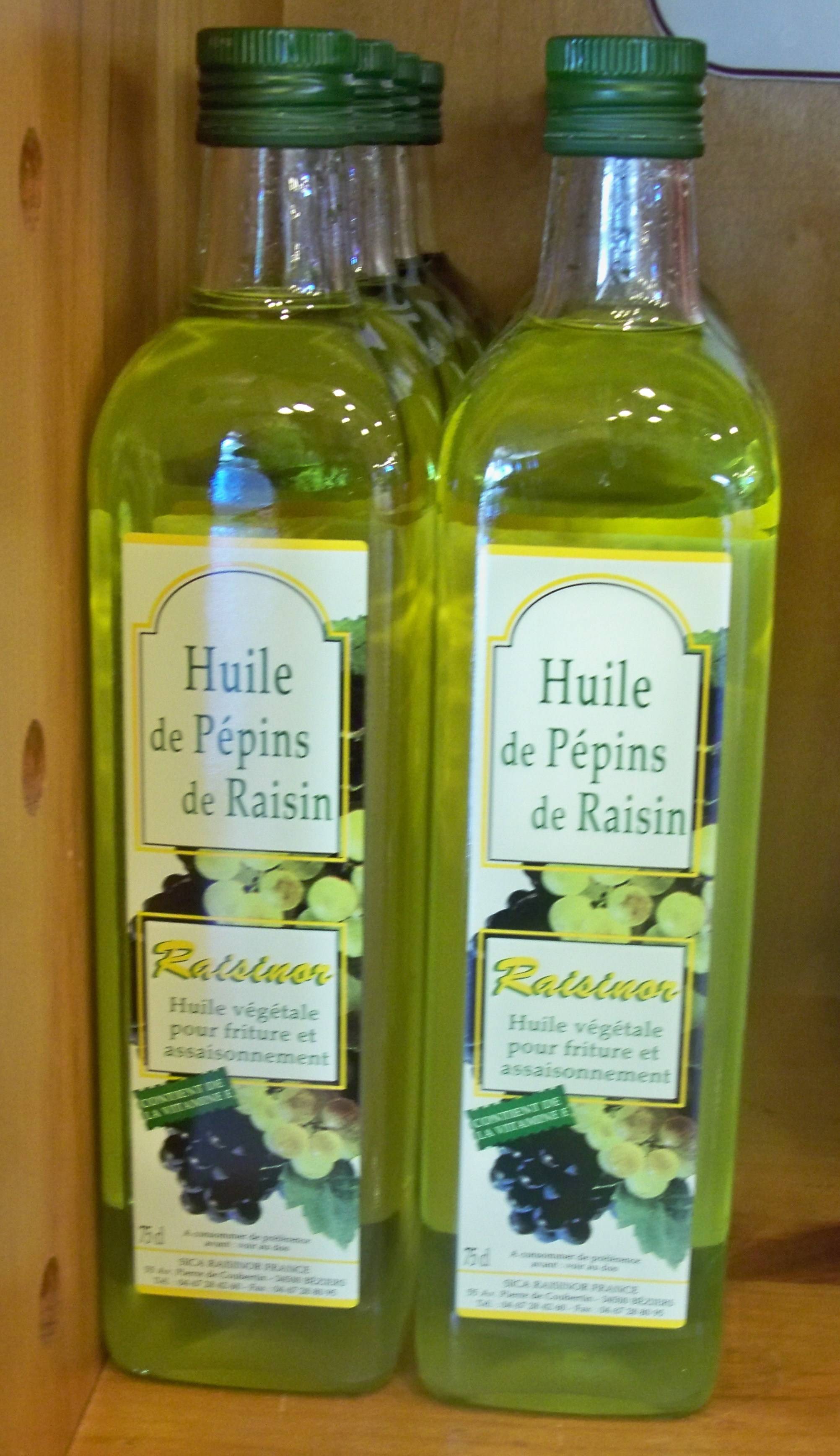
Botellas de aceite de pepitas de uva

Este aceite de toque afrutado le convierte en un aceite ideal para ser empleado en frío sobre todo para macerar carnes y preparar vinagretas. Su elevado punto de humeo 216 °C (punto a partir del cual sale humo de la superficie del aceite caliente y que no le hace apto para su consumo) le permite emplearse también como aceite de freír.
Se emplea en cosmética por su alto contenido de ácido linoleico (el mayor de todos los aceites vegetales) para dar suavidad y textura a la piel. 
El aceite de pepitas de uva provee vitamina E y una alta concentración de ácido linoleico (76%) y ácido linolénico, ácidos grasos esenciales, también llamados Omega 6 y Omega 3 muy importantes en la síntesis de prostaglandinas, sustancias necesarias para reducir la agregación de las plaquetas de la sangre y para reducir cualquier tipo de inflamación.
Omega 6 y Omega 3 no son sintetizados por el organismo humano y es necesario introducirlo en la dieta alimenticia.
Además no contiene colesterol, y por sus componentes ayuda a aumentar el "colesterol bueno" (HDL) y reducir el "colesterol malo" (LDL) y los triglicéridos; siendo así considerado un aliado en la conservación de la salud cardiovascular, en la prevención de hipertensión, obesidad y diabetes.